# Andris Hernández
 Andris José Hernández Jiménez (Barinas, 11 de enero de 1982) es un ciclista profesional venezolano.
Ha participado en la Vuelta al Táchira, Vuelta a Venezuela, Juegos Panamericanos, Juegos Centroamericanos y del Caribe y otras competencias nacionales.

## Palmarés
2002
- 2.º en XIX Juegos Centroamericanos y del Caribe, Pista, Persecución por Equipos, San Salvador  El Salvador

2003
- 2.º en 13.ª etapa Vuelta a Venezuela  Venezuela

2005
- 5.º en Campeonato de Venezuela de Ciclismo en Ruta, Ruta, Elite  Venezuela
- 1 juegos nacionales andes ((2005))oro plata y broce

2006
- 2.º en XX Juegos Centroamericanos y del Caribe, Pista, Persecución por Equipos, Cartagena  Colombia
- 2.º en XX Juegos Centroamericanos y del Caribe, Pista, Carrera por Puntos, barranquilla  Colombia
- 2.º en Campeonato de Venezuela de Ciclismo en Ruta, Ruta, Contrarreloj Individual, Elite  Venezuela
- 3.º en Clasificación General Final Vuelta al Oriente  Venezuela

2007* 2.º en Campeonato Panamericano de Ciclismo en Pista, Carrera por puntos, Elite, Valencia  Venezuela
- 2.º en Juegos Panamericanos de 2007medalla de bronce madison  Brasil
- 3.º en 1.ª etapa parte A Vuelta a Venezuela  Venezuela
  - 1.er lugar juegos panamericano rio 2007 oro. 3.er lugar juegos panamericano rio 2007 bronce

2008
- 2.º en Clásico Gobernación de Anzoátegui, Puerto La Cruz   Venezuela
- 3.º en 1.ª etapa Clásico Ciclístico Batalla de Carabobo, Carabobo  Venezuela
- 3.º en Clasificación General Final Clásico Ciclístico Batalla de Carabobo, Carabobo  Venezuela
- 1.º en 4.ª etapa Clásico Virgen de la Consolación de Táriba  Venezuela

Participación en copas del mundo Australia Sídney  y compa al mundo Beijing  Pekín 
2009
- 5.º en V Válida Rescatando el Ciclismo Aragüeño  Venezuela
- 5.º en Campeonato de Venezuela de Ciclismo en Ruta, Ruta, Contrarreloj Individual, Elite,  Venezuela
- 3.º en Clasificación General Final Vuelta a Aragua  Venezuela
- 3.º en 4.ª etapa Vuelta Internacional al Estado Trujillo, Monay  Venezuela
- 3.º en 3.ª etapa Tour de Guadalupe, Petit-Bourg  Guadalupe
- 1.º en 6.ª etapa Tour de Guadalupe, Capesterre  Guadalupe
- 2.º en 8.ª etapa parte A Tour de Guadalupe, Lamentin  Guadalupe

2011
- 3.º en Clásico Virgen de la Begoña, Naguanagua  Venezuela

2013
- 3.º en 2.ª etapa Vuelta a Paria  Venezuela
- 3.º en Campeonato de Venezuela de Ciclismo en Ruta, Pista, Carrera por puntos,  Venezuela
- 2.º en Copa Cobernador de Carabobo, Carabobo  Venezuela

2014
- 1.º en 2.ª etapa Vuelta a Venezuela, Valera  Venezuela

## Equipos
- 2006  Gobernación de Carabobo
- 2014  Gobernación de Mérida - PDVSA